# 奈良県道112号田原本広陵線
奈良県道112号田原本広陵線（ならけんどう112ごう たわらもとこうりょうせん）は、奈良県磯城郡田原本町から北葛城郡広陵町に至る一般県道である。

## 概要
磯城郡田原本町大字三笠から北葛城郡広陵町大字疋相（ひきそ）に至る。
磯城郡田原本町内の一部において道幅が狭隘で、朝の通勤時間帯には一方通行による交通規制が実施される。北葛城郡広陵町内は全区間2車線で併用されており、町の中央部を横断する。

### 路線データ
- 起点：磯城郡田原本町大字三笠（三笠交差点、奈良県道14号桜井田原本王寺線交点、奈良県道151号田原本停車場線終点）
- 終点：北葛城郡広陵町大字疋相（広陵農協前交差点、奈良県道132号河合大和高田線交点）

## 歴史
- 1961年（昭和36年）2月1日 - 奈良県告示第28号により、奈良県道に認定される[1]。

## 路線状況

### 道路施設

#### 橋梁
- 小室橋（飛鳥川、磯城郡田原本町）
- 橋上橋（曽我川、磯城郡田原本町 - 北葛城郡広陵町）
- 南郷橋（尾張川、北葛城郡広陵町）
- 馬見橋（高田川、北葛城郡広陵町）

### 交通データ
- 道路交通センサスによる本道路の自動車類交通量と幅員構成のデータについては以下の通り（平成22年（2010年）度時点）[2]。

| 交通調査地点           | 昼間12時間交通量合計 | 24時間交通量合計 | 道路部幅員 | 車道部幅員 | 車道幅員 |
| ---------------------- | -------------------- | ---------------- | ---------- | ---------- | -------- |
| 北葛城郡広陵町大字百済 | 3,570台              | 4,641台          | 6.50 m     | 6.50 m     | 5.50 m   |

## 地理

### 通過する自治体
- 奈良県
  - 磯城郡田原本町 - 北葛城郡広陵町

### 交差する道路
| 交差する道路                                                      | 市町村名 | 市町村名 | 交差する場所       | 交差する場所            |
| ----------------------------------------------------------------- | -------- | -------- | ------------------ | ----------------------- |
| 奈良県道14号桜井田原本王寺線 奈良県道151号田原本停車場線          | 磯城郡   | 田原本町 | 大字三笠           | 三笠交差点 / 起点       |
| 国道24号 / 橿原バイパス                                           | 磯城郡   | 田原本町 | 大字十六面         | 薬王寺交差点            |
| 奈良県道108号大和郡山広陵線                                       | 北葛城郡 | 広陵町   | 大字百済           |                         |
| 奈良県道274号明日香大和郡山自転車道線 奈良県道277号大和高田広陵線 | 北葛城郡 | 広陵町   | 大字百済           |                         |
| 奈良県道5号大和高田斑鳩線                                         | 北葛城郡 | 広陵町   | 大字平尾           | 広陵町役場西交差点      |
| 奈良県道132号河合大和高田線                                       | 北葛城郡 | 広陵町   | 大字疋相（ひきそ） | 広陵農協前交差点 / 終点 |

### 沿線
- 田原本町立平野小学校
- 平野郵便局
- 百済寺
- 広陵町役場
- 香芝警察署 広陵交番